# Percha (Feldkirchen-Westerham)
Percha ist ein Ortsteil der Gemeinde Feldkirchen-Westerham. Der Weiler liegt auf einer Höhe von 596 m ü. NN nördlich des Ortsteils Feldkirchen und hat 67 Einwohner (Stand 31. Dezember 2004).
Koordinaten: 47° 55′ N, 11° 51′ O